# Epiophlebia superstes
Epiophlebia superstes là một loài chuồn chuồn ngô trong họ Epiophlebiidae. Chúng là loài bản địa của Nhật Bản.

## Hình ảnh

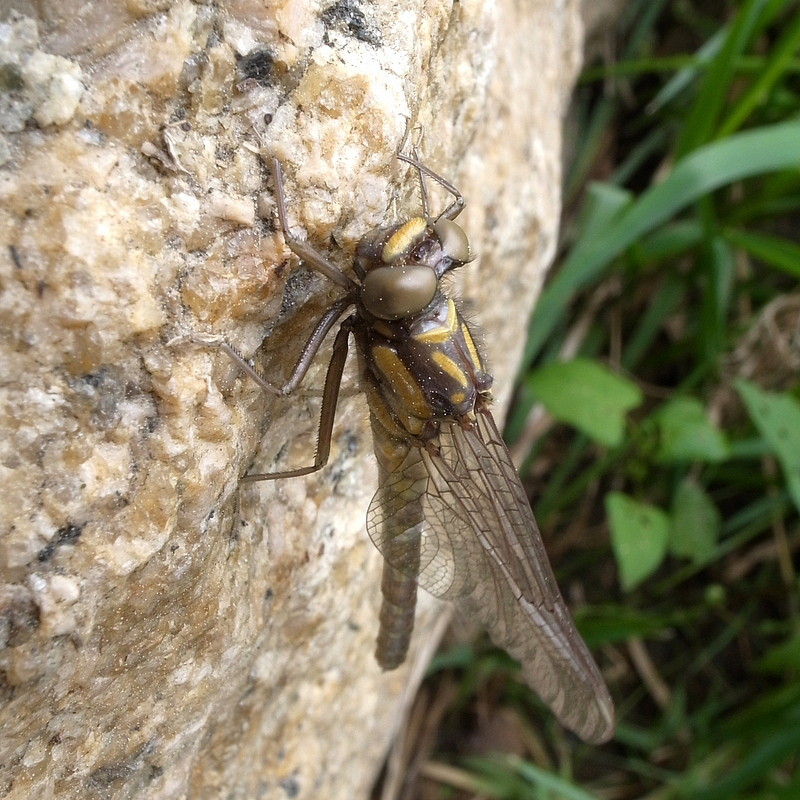
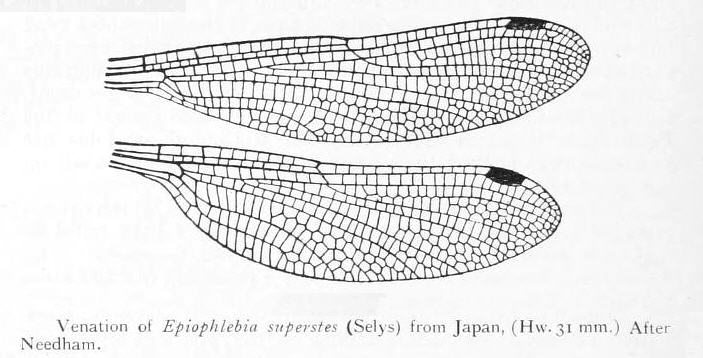